# Jagodniki
Jagodniki – wieś w Polsce położona w województwie podlaskim, w powiecie hajnowskim, w gminie Dubicze Cerkiewne.
| SIMC    | Nazwa       | Rodzaj     |
| ------- | ----------- | ---------- |
| 0027980 | Siemiwołoki | przysiółek |

W latach 1975–1998 miejscowość administracyjnie należała do województwa białostockiego.
Wieś założono między 1566 a 1569 rokiem. W latach tych leśniczy Hrehory Wołłowicz osadził wsie Jahodnik, Łoknica i Szostakowo. Nazwa jest topograficzna, gdyż „jahudnyk” w okolicznych gwarach znaczy krzew jagód czarnych, czernicy lub miejsce, gdzie rośnie dużo czernicy. 
Prawosławni mieszkańcy wsi należą do parafia św. Michała Archanioła w Starym Korninie, a wierni kościoła rzymskokatolickiego do parafii Podwyższenia Krzyża Świętego i św. Stanisława, Biskupa i Męczennika w Hajnówce.